# Horka, Görlitz
Horka là một đô thị huyện Görlitz, trong bang tự do Sachsen, nước Đức. Đô thị Horka, Görlitz có diện tích 40,79 km², dân số thời điểm ngày 31 tháng 12 năm 2006 là 1984 người.